# Тамаква (Пенсільванія)
Тамаква (англ. Tamaqua) — місто (англ. borough) в США, в окрузі Скайлкілл штату Пенсільванія. Населення — 6916 осіб (2020).

## Географія
Тамаква розташована за координатами 40°48′12″ пн. ш. 75°56′14″ зх. д. / 40.80333° пн. ш. 75.93722° зх. д. (40.803331, -75.937234).  За даними Бюро перепису населення США в 2010 році місто мало площу 25,17 км², з яких 24,77 км² — суходіл та 0,40 км² — водойми.

## Демографія
Згідно з переписом 2010 року, у селищі мешкало 7107 осіб у 3035 домогосподарствах у складі 1817 родин. Густота населення становила 282 особи/км².  Було 3566 помешкань (142/км²).
Расовий склад населення:
| - 96,1 % — білих - 0,7 % — чорних або афроамериканців - 0,3 % — азіатів - 0,2 % — корінних американців - 1,2 % — осіб інших рас |

До двох чи більше рас належало 1,5 %. Частка іспаномовних становила 3,5 % від усіх жителів.
За віковим діапазоном населення розподілялося таким чином: 22,5 % — особи молодші 18 років, 59,3 % — особи у віці 18—64 років, 18,2 % — особи у віці 65 років та старші. Медіана віку мешканця становила 40,4 року. На 100 осіб жіночої статі у селищі припадало 95,2 чоловіків;  на 100 жінок у віці від 18 років та старших — 91,8 чоловіків також старших 18 років.
Середній дохід на одне домашнє господарство  становив 44 640 доларів США (медіана — 35 741), а середній дохід на одну сім'ю — 51 549 доларів (медіана — 41 439). Медіана доходів становила 47 161 долар для чоловіків та 30 768 доларів для жінок. За межею бідності перебувало 21,2 % осіб, у тому числі 32,5 % дітей у віці до 18 років та 11,2 % осіб у віці 65 років та старших.
Цивільне працевлаштоване населення становило 2997 осіб. Основні галузі зайнятості: виробництво — 20,8 %, освіта, охорона здоров'я та соціальна допомога — 16,6 %, роздрібна торгівля — 15,2 %.